# Gopsall
Gopsall var en civil parish 1858–1935 när det uppgick i Twycross i grevskapet Leicestershire i England. Civil parish var belägen 6 km från Market Bosworth och hade 13 invånare år 1931. Byn nämndes i Domedagsboken (Domesday Book) år 1086, och kallades då Gopeshille.